# Panagiōtīs Lagos
Panagiōtīs Lagos (in greco: Παναγιώτης Λαγός; Salonicco, 18 luglio 1985) è un ex calciatore greco, di ruolo centrocampista.

## Carriera

### Club
Comincia la propria carriera professionistica nell'Īraklīs nel 2002. Colleziona 76 presenze nel club, diventando uno dei più importanti giocatori per la conquista della qualificazione alla Coppa UEFA nel 2005-2006. Cattura l'attenzione dell'AEK Atene e fu ceduto dall'Iraklis nel 2006. Comincia la sua prima stagione all'AEK con un serio infortunio che lo terrà lontano dai campi fino a metà della stagione 2007-2008, esordendo con la maglia dell'AEK nel derby contro il Panathīnaïkos.

### Nazionale
Fa il suo debutto nella Grecia nel 2006 in un match amichevole contro la Corea del Sud. A causa del suo infortunio la sua carriera in nazionale si è fermata; attualmente ha raggiunto quota 9 presenze.

## Palmarès

### Club

#### Competizioni Nazionali
- Coppa di Grecia: 1

AEK Atene: 2010-2011